# Evolução dos fungos

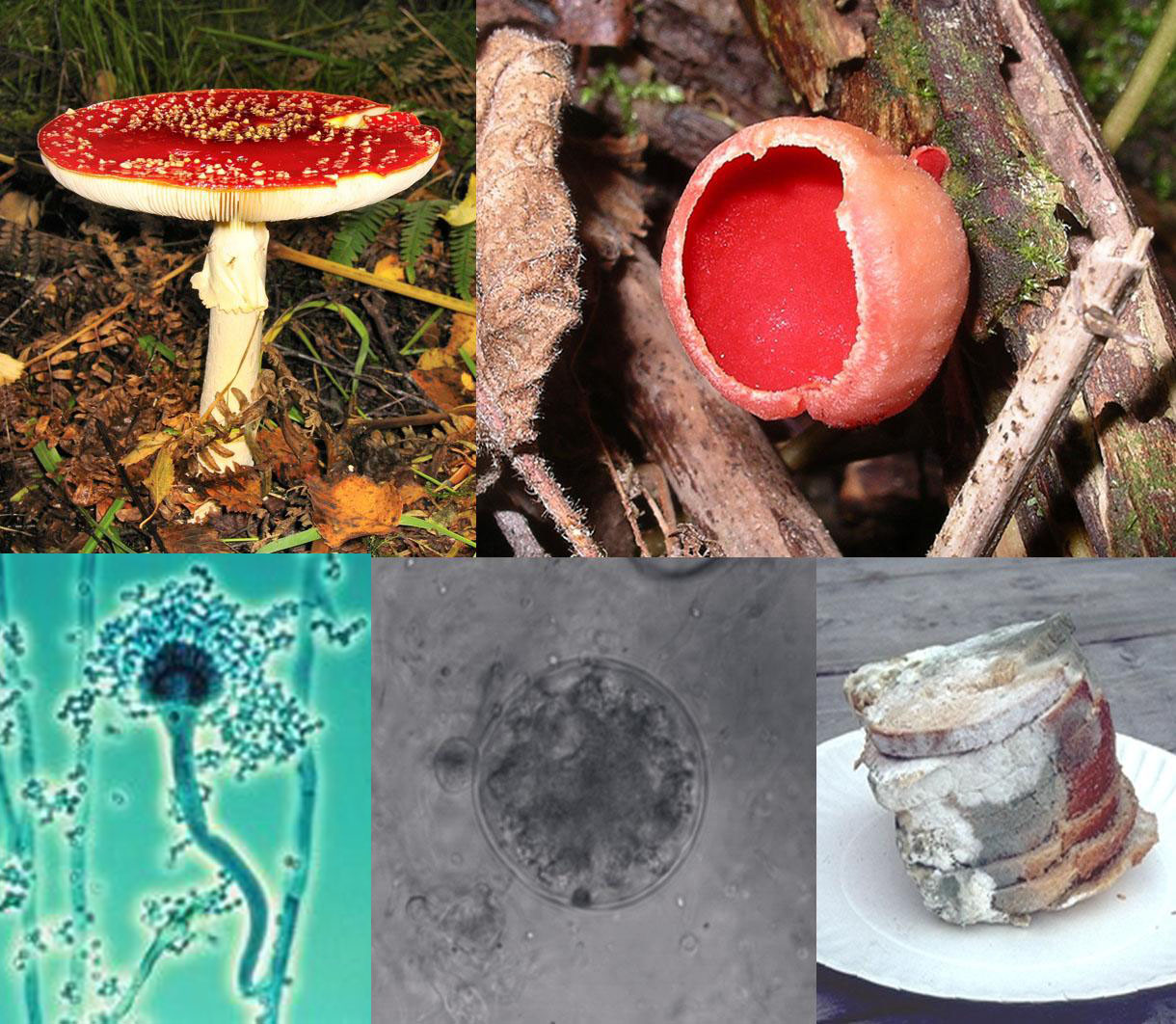
Diferentes espécies de fungos. No sentido horário a partir do canto superior esquerdo: Amanita muscaria, um basidiomiceto; Sarcoscypha coccinea, um ascomiceto; pão coberto de mofo; um quitrídio; um conidióforo de Aspergillus.

A evolução dos fungos acontecem desde que os fungos se divergiram de outras formas de vida há cerca de 1500 milhões de anos, com os glomerales ramificando-se dos fungos superiores há aproximadamente 570 milhões de anos de acordo com a análise de DNA. Os fungos provavelmente colonizaram a terra durante o Cambriano, há mais de 500  milhões de anos, e possivelmente há 635 milhões de anos, durante o Ediacarano, mas os fósseis terrestres só se tornaram incontroversos e comuns durante o Devoniano, há 400  milhões de anos.

## Evolução inicial
Evidências da análise de DNA sugerem que todos os fungos são descendentes de um ancestral comum mais recente que viveu pelo menos há 1200 a 1500 milhões de anos. É provável que esses primeiros fungos vivessem na água e tivessem flagelos.
Os primeiros fósseis de fungos terrestres, ou pelo menos fósseis semelhantes a fungos, foram encontrados no sul da China há cerca de 635 milhões de anos. Os pesquisadores que relataram esses fósseis sugeriram que esses organismos semelhantes a fungos podem ter desempenhado um papel na oxigenação da atmosfera da Terra após as glaciações criogenianas.
Há cerca de 250 milhões de anos, os fungos se tornaram abundantes em muitas áreas, com base no registro fóssil, e poderiam até ter sido a forma de vida dominante na Terra naquela época.